# Lavorazione del terreno

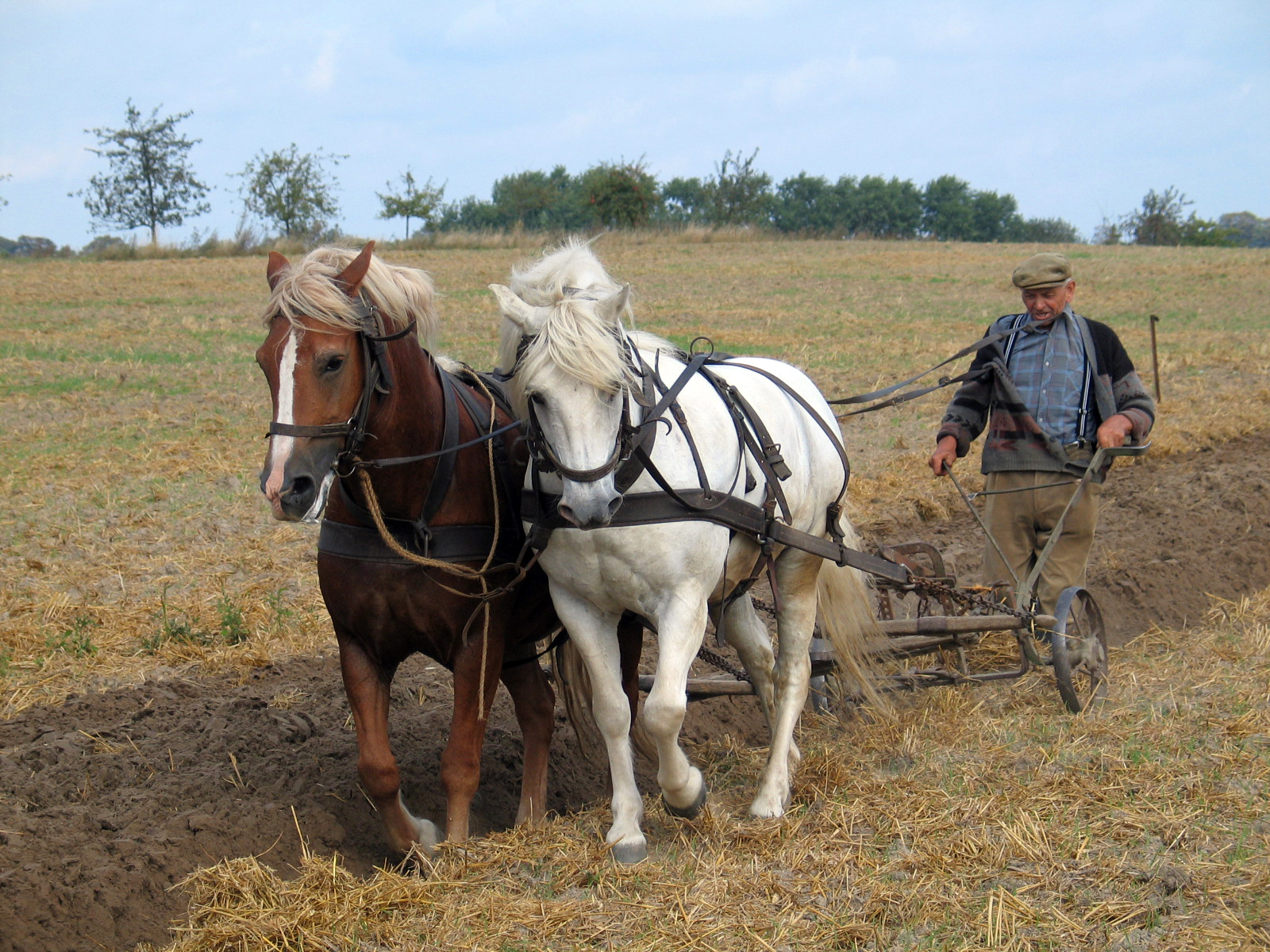
Aratura tradizionale con trazione animale in Germania

Le lavorazioni del terreno, in agronomia, sono interventi praticati dall'uomo con l'ausilio di utensili o macchine allo scopo di creare un ambiente fisico ospitale per le piante agrarie.

## Scopi delle lavorazioni
In generale le lavorazioni migliorano le condizioni fisico-meccaniche del terreno e indirettamente influiscono in modo più o meno marcato sulle proprietà chimiche e su quelle biologiche. 
Fra gli scopi principali che hanno in genere le lavorazioni i principali sono i seguenti:
1. Aumento della porosità del terreno. Un maggior arieggiamento del terreno, dato dall'azione di rottura degli aggregati operata da apposite attrezzature, permette di facilitarne gli scambi liquidi e gassosi all'interno dei pori. In questo modo si creano le condizioni ottimali per favorire la crescita delle radici e i successivi stadi di crescita e sviluppo delle piante.
2. Aumento della permeabilità. Una maggiore permeabilità del terreno favorisce l'infiltrazione dell'acqua per permettere la  fornitura dei nutrienti prontamente disponibili per le piante. Favorisce altresì la ritenzione idrica e il drenaggio dell'acqua in eccesso.
3. Apporto di sostanza organica. Le lavorazioni del terreno permettono di interrare e miscelare con lo stesso i residui colturali delle precedenti coltivazioni e anche ridurre la flora infestante potenziale e reale. Tutto ciò incrementa la sostanza organica stabile (acidi umici e fulvici) che migliora le caratteristiche chimiche, fisiche e biologiche del terreno.
4. Preparazione del letto di semina. L'aumento della porosità crea un ambiente adatto ad ospitare il seme in modo che le particelle terrose vi aderiscano meglio favorendone l'imbibizione e la conseguente germinazione. Il grado di affidamento del terreno è direttamente proporzionale alla dimensione e alla forma della semente. Semi piccoli richiedono semine superficiali su letti di semina altamente affinati a differenza di semi di grandi dimensioni che ben si adattano anche a letti di semina poco o non lavorati.

Gli scopi secondari o specifici che possono avere alcune lavorazioni sono molteplici. A titolo d'esempio si segnalano i seguenti:
1. Contenimento della vegetazione infestante.
2. Contenimento delle perdite d'acqua per evaporazione.
3. Livellamento della superficie del terreno.
4. Interramento di fertilizzanti o altre sostanze.

## Relazioni tra umidità e lavorazione

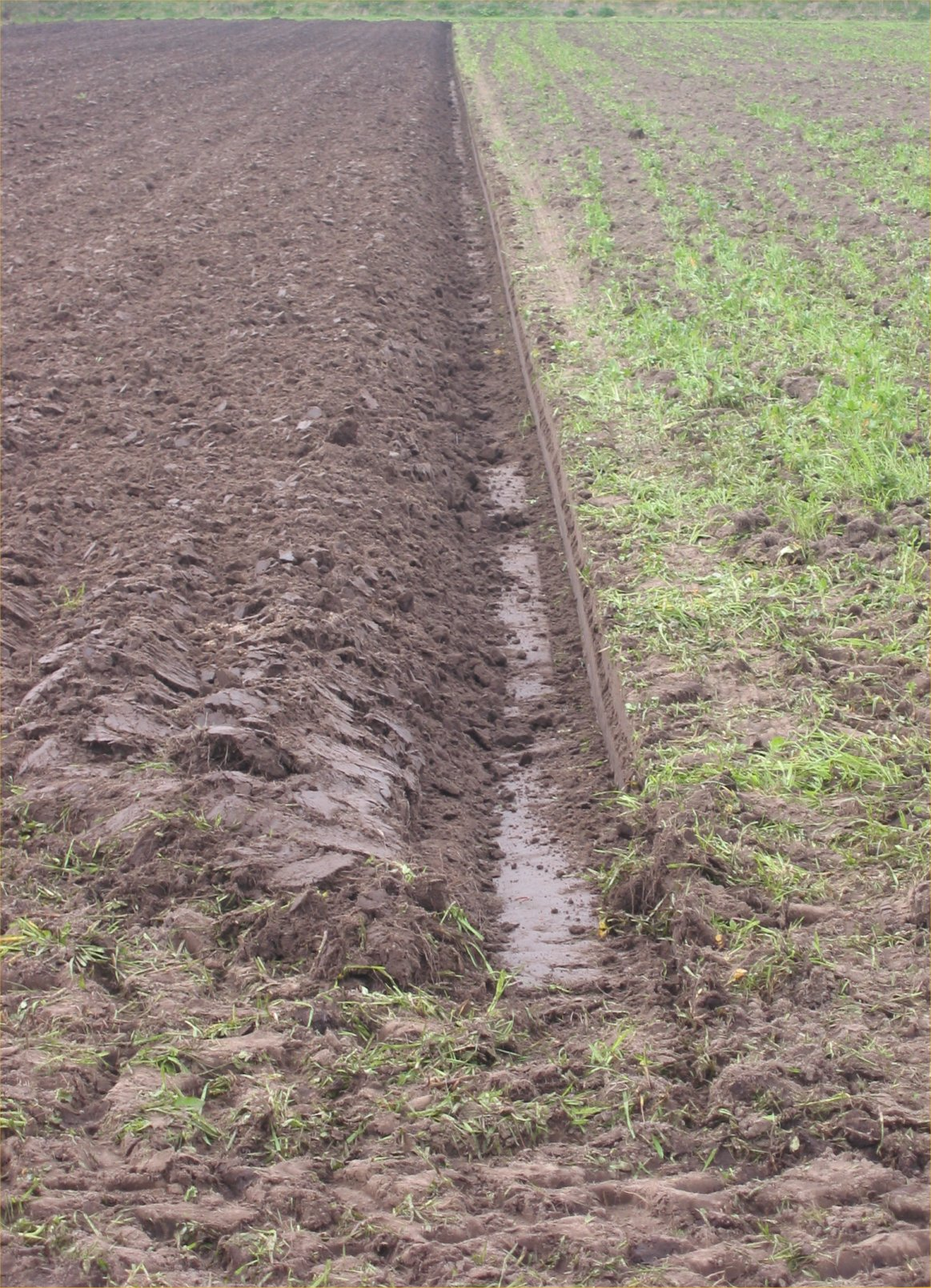
Terreno arato in stato di tempera ai limiti della plasticità. La tendenza alla plasticità è evidente dal modellamento della fetta, dalla ridotta zollosità, dal modellamento della superficie nella suola di aratura e nella parete

I terreni sabbiosi hanno una struttura incoerente che non subisce conseguenze negative a seguito delle lavorazioni. Questi terreni si possono infatti lavorare sia quando sono umidi sia quando sono asciutti perché le proprietà fisiche sono determinate esclusivamente dalla tessitura.
Per tutti gli altri terreni (terreni di medio impasto, tendenti al limoso o all'argilloso) le proprietà fisiche sono determinate sia dalla tessitura sia dalla struttura. Dal momento che la struttura del terreno è una proprietà dinamica che può subire alterazioni marcate anche con un solo intervento è importante considerare gli aspetti, relativi alle lavorazioni, che possono avere riflessi negativi su questa proprietà. Le considerazioni che seguono non si applicano ai terreni sabbiosi.
Nei terreni dotati di un certo tenore in particelle fini, in particolare l'argilla, il risultato di una lavorazione cambia in funzione della coesione e dell'adesione. I valori di queste proprietà variano in funzione dell'umidità, perciò la scelta del momento ottimale in cui eseguire una lavorazione è subordinata all'umidità del terreno. In relazione all'umidità, il terreno può trovarsi in tre stati fisici: coesivo, plastico e fluido. Lo stato coesivo si ha a umidità relativamente basse, quello fluido a umidità elevate.
Con terreno allo stato coesivo, l'adesione ha valori molto bassi. La coesione dipende dal tenore in colloidi minerali: ha valori molto alti nei terreni argillosi, piuttosto bassi nei terreni poveri di colloidi. Una lavorazione, ad esempio l'aratura, eseguita su un terreno allo stato coesivo richiede un notevole dispendio di energia nei terreni argillosi, in quanto gli organi lavoranti devono vincere le forze di coesione, con formazione di una elevata macrozollosità. Nei terreni limosi si ottiene invece un certo grado di zollosità accompagnato da una notevole polverizzazione del terreno. 
In generale si dovrebbe evitare la lavorazione dei terreni limosi in quanto l'eccessiva polverizzazione avrà riflessi negativi sulla struttura quando il terreno riacquista umidità. I terreni polverizzati tendono infatti a dive e cingoli) sia dagli organi lavoranti. La lavorazione allo stato plastico va pertanto evitata in tutti i terreni perché ha effetti deleteri.
Con terreno allo stato fluido sia la coesione sia l'adesione hanno valori molto bassi. In condizioni di umidità elevata, infatti, le particelle terrose tendono a circondarsi di un velo liquido smorzando sia le forze di adesione sia le forze di coesione. Anche in questo caso ogni sollecitazione meccanica ha effetti distruttivi sulla struttura. Peraltro il terreno perde del tutto la sua capacità di opporsi alla compressione, perciò le lavorazioni sono impedite dall'impossibilità d'ingresso in campo con i mezzi agricoli.
Esiste un campo di umidità, compreso fra lo stato coesivo e lo stato plastico in cui adesione e coesione hanno valori abbastanza vicini. In queste condizioni si dice che il terreno è in tempera. Con terreno in tempera gli organi lavoranti vincono facilmente le forze di coesione e il terreno aderisce poco. Le zolle si sgretolano con relativa facilità e la lavorazione lascia il terreno in condizioni di sofficità ideali. Con valori di umidità leggermente superiori a quelli ottimali (terreno tendente al plastico) si ottiene un principio di modellamento. Ad esempio, dopo un'aratura le zolle mostrano superfici lisce per effetto della compressione esercitata con il versoio. Con valori di umidità leggermente inferiori a quelli ottimali (terreno tendente al coesivo) allo sgretolamento delle zolle si accompagna un certo grado di polverizzazione, più accentuato nei terreni limosi e di medio impasto rispetto a quelli argillosi.
Da quanto detto in precedenza, si evince che i terreni più facilmente lavorabili sono quelli sabbiosi, non essendoci vincoli legati all'umidità. Un minor margine di scelta è offerto dai terreni argillosi, i quali andrebbero lavorati in tempera, ma prudenzialmente si può optare per la lavorazione allo stato coesivo. I terreni più difficili da gestire sono quelli limosi, i quali vanno lavorati sempre in stato di tempera.

## Lavorazioni manuali
Sono eseguite per mezzo di semplici attrezzi maneggiati direttamente dall'uomo. In generale si tratta di lavori particolarmente onerosi perché richiedono uno sforzo fisico non trascurabile, pertanto sono eseguiti su piccole superfici in orticoltura e in giardinaggio oppure come lavori di raffinamento spesso in arboricoltura e in orticoltura. Va però precisato che nelle aree ad agricoltura marginale o di sostentamento, in particolare nei Paesi più arretrati le lavorazioni manuali occupano un ruolo predominante, solo in parte integrato dalla trazione animale.
Le lavorazioni manuali sono essenzialmente riconducibili a due tipi:
1. Zappatura. Si esegue con la zappa, allo scopo di rompere il terreno, sminuzzandolo in zolle, agendo in profondità per quanto è reso possibile dalle dimensioni dell'attrezzo, dalla tenacità del terreno e dalla forza dell'uomo.
2. Zappettatura. Si esegue con la zappetta o con il bidente. A differenza del lavoro precedente, la zappettatura si esegue in genere come lavoro di coltivazione superficiale, per lo più allo scopo di eliminare piante infestanti e rompere l'eventuale crosta superficiale del terreno.
3. Vangatura. Si esegue con la vanga. Con questa lavorazione il terreno è staccato a piccole fette che vengono rivoltate e poi sminuzzate con alcuni colpi di taglio eseguiti sempre con la vanga.

## Lavorazioni meccaniche
Sono eseguite con macchine provviste di utensili in grado di compiere interventi di più larga portata, in termini di superficie e profondità, azionate per mezzo della trazione animale o meccanica. La trazione animale è ancora largamente diffusa in vaste aree della Terra, ad agricoltura marginale o di sostentamento, mentre la trazione meccanica è largamente diffusa nelle aree economicamente sviluppate ad agricoltura sia intensiva sia estensiva. 
Le lavorazioni meccaniche sono eseguite con macchine semoventi, in grado di operare su piccole superfici, oppure con macchine operatrici trainate o portate dal trattore. L'azione meccanica degli organi lavoranti sul terreno può essere passiva, per effetto della trazione, oppure attiva, per effetto di un moto trasmesso da un motore proprio o dalla presa di forza  del trattore. 

## Lavorazioni di messa a coltura
Sono lavori di carattere straordinario in quanto si eseguono una sola volta allo scopo di rendere un terreno naturale adatto alla coltivazione. Alcuni di questi lavori sono talvolta eseguiti anche con macchine industriali (es. macchine movimento terra come apripista, caterpillar, escavatrici a cucchiaio, ecc.). Le lavorazioni di messa a coltura classiche sono le seguenti:
- Dissodamento. È una lavorazione profonda, che può raggiungere i 150 cm di profondità, eseguita allo scopo di rompere per la prima volta la compattezza di un terreno naturale. In genere si esegue con aratri di grandi dimensioni trainati da  trattori di elevata potenza.
- Scasso. È una lavorazione profonda, analoga al dissodamento, che si esegue a 80-120 cm prima dell'impianto di un arboreto. A differenza del dissodamento, lo scasso si esegue su uno stesso terreno quando si ripetono più impianti.
- Spietramento. È una lavorazione eseguita con macchine specifiche allo scopo di ridurre l'eccessiva presenza di scheletro in superficie o anche in profondità. Le spietratrici agiscono effettuando una cernita meccanica oppure frantumando i massi (es. calcare tenero).

## Lavorazioni principali
Sono lavori di carattere ordinario eseguite per la preparazione del letto di semina prima di ogni ciclo colturale. Queste lavorazioni si eseguono sul terreno sodo, più o meno compattato dall'assestamento e dal ripetuto passaggio di macchine e persone nel ciclo precedente, pertanto richiedono l'impiego di attrezzi in grado di vincere l'eventuale tenacità del terreno. In occasione della lavorazione principale, in genere, si provvede anche all'interramento di ammendanti e concimi. Secondo la lavorazione adottata, lo stato del terreno negli strati superficiali non è ancora adatto ad ospitare il seme perciò sarà necessario eseguire uno o più lavori complementari allo scopo di raffinare il letto di semina. I lavori che si possono eseguire come principali, per consuetudine, sono i seguenti:
- Aratura. È la lavorazione principale di più largo impiego in Italia, in genere ritenuta indispensabile per i terreni limosi e argillosi. Lascia il terreno in uno stato fisico inadatto per la semina a causa dell'eccessiva macrozollosità pertanto richiede l'integrazione con lavori complementari.
- Aratura con aratro a dischi. È una lavorazione alternativa alla precedente, eseguita con l'aratro a dischi. È considerata impropriamente una variante dell'aratura, ma in realtà le condizioni e il risultato dell'operazione sono fondamentalmente differenti. Si pratica su terreni non compatti, spesso calcarei.
- Scarificatura. È una lavorazione alternativa all'aratura, eseguita con l'impiego di scarificatori pesanti. A differenza delle lavorazioni precedenti non altera il profilo del terreno perché non esegue rovesciamento né rimescolamento. A parità di profondità richiede forze di trazione inferiori.
- Lavorazione a due strati. Tecnica di lavorazione che consiste nella combinazione di aratura e ripuntatura. Si può effettuare con un passaggio con un ripuntatore ad una profondità di circa 50 cm, seguito da un'aratura superficiale ad una profondità di circa 30 cm, oppure con un unico passaggio con aratro ripuntatore. Ha lo scopo di compensare vantaggi e svantaggi dell'aratura e della ripuntatura. Ad esempio evita la formazione della "suola di lavorazione" che si può avere con l'aratura e permette un adeguato interramento dei residui colturali e dei concimi, impossibile con la ripuntatura.
- Fresatura. È una lavorazione eseguita in alternativa all'aratura con l'impiego di una fresatrice. Rispetto alle precedenti ha il pregio di eseguire un efficace lavoro di sminuzzamento del terreno pertanto non necessita, in genere, di integrazioni con lavori complementari, tuttavia non permette di raggiungere grandi profondità (al massimo 25 cm). Si presta per la preparazione del terreno prima della semina di una coltura intercalare, specie quando esiste l'esigenza di accorciare il più possibile i tempi di preparazione del letto di semina. A parità di profondità richiede elevate potenze in funzione della larghezza di lavoro.
- Vangatura. È una lavorazione eseguita in alternativa all'aratura con l'impiego di una vangatrice. Le condizioni di lavoro sono tali da ritenerla poco adatta per la maggior parte dei terreni in Italia, inoltre non permette di raggiungere considerevoli profondità. Si presta per la lavorazione di terreni sciolti.

## Lavorazioni complementari
Sono detti anche lavori di preparazione del letto di semina, in quanto si collocano fra la lavorazione principale e la semina. In genere l'obiettivo di queste lavorazioni è quello di realizzare, negli strati superficiali del terreno, un ambiente fisico adatto a ospitare il seme e fare in modo che le particelle terrose aderiscano perfettamente al seme, affinché questi si trovi in condizioni ideali di umidità. I lavori complementari possono anche avere lo scopo di correggere alcuni inconvenienti causati dalla lavorazione principale oppure integrarne i benefici.
- Estirpatura. È un lavoro che integra in genere l'aratura migliorando le condizioni per la successiva erpicatura. Si esegue con l'estirpatore. L'estirpatura è in genere consigliabile nei terreni compatti quando l'aratura è eseguita diversi mesi prima dell'erpicatura. Questa condizione si verifica in caso di aratura estiva e semina autunnale e, soprattutto, in caso di aratura autunnale e semina primaverile: durante questi intervalli di tempo le zolle subiscono un parziale sgretolamento per azione degli agenti atmosferici ma nel frattempo il terreno tende a compattarsi in superficie e a ricoprirsi di una vegetazione infestante. L'estirpatura riduce la compattezza superficiale ed elimina la vegetazione eventualmente comparsa creando le condizioni adatte per eseguire l'erpicatura. In alcuni casi, ad esempio con colture poco esigenti che si adattano ad un letto di semina preparato grossolanamente e su terreni non particolarmente tenaci, l'estirpatura può essere anche il lavoro complementare finale, lasciando il terreno pronto per la semina.
- Erpicatura. È la lavorazione complementare classica, in genere eseguita dopo un'aratura o una ripuntatura allo scopo di ridurre la zollosità in superficie e, nello stesso tempo, rendere più regolare e uniforme la superficie del letto di semina. La qualità del lavoro dipende dal tipo di erpice impiegato e dalle caratteristiche fisico-meccaniche del terreno. Nei casi più favorevoli è sufficiente un solo passaggio, in casi più difficili sono necessari più passaggi con l'erpice.
- Spianamento della superficie. È un'operazione da eseguire necessariamente quando la lavorazione principale, soprattutto un'aratura profonda, lascia il terreno con una superficie molto irregolare, oppure quando si deve avere una superficie perfettamente livellata, come nel caso delle risaie. L'operazione si può eseguire con una ruspa trainata dal trattore, spesso con l'ausilio di tecnologie di controllo che migliorano l'accuratezza dell'operazione (puntamento Laser, GPS), ma nella generalità dei casi lo spianamento della superficie si realizza agevolmente con la semplice erpicatura.
- Ripuntatura. Si esegue come lavoro complementare dopo un'aratura come intervento correttivo o integrativo. Nel primo caso ha lo scopo di rompere il crostone di lavorazione formato dall'aratura, intervento necessario soprattutto quando si ricorre ad arature non profonde su terreni argillosi. Nel secondo caso ha lo scopo di approfondire la lavorazione quando l'aratura si esegue superficialmente per evitare di portare terreno indesiderato in superficie. In entrambi i casi la ripuntatura si esegue a profondità maggiore rispetto alla precedente aratura. La combinazione della ripuntatura con l'aratura assume il carattere di una lavorazione a due strati. Questa duplice lavorazione si esegue in due passaggi (aratura e ripuntatura) oppure, più semplicemente, in un unico passaggio impiegando un aratro ripuntatore.
- Fresatura. Si esegue dopo un'aratura come unico intervento complementare in alternativa all'erpicatura. In generale è un lavoro più superficiale rispetto alla fresatura adottata come lavoro principale. L'utilizzo della fresatura in alternativa all'erpicatura è poco razionale dal punto di vista economico in quanto comporta in genere un maggior consumo di carburante, tuttavia può rendersi opportuna in caso di eccessiva zollosità superficiale per semplificare le operazioni di preparazione del letto di semina, specie quando le lavorazioni complementari richiederebbero 3 o più passaggi.
- Rullatura. Si esegue con finalità differenti, in genere subito dopo la semina allo scopo di compattare leggermente il terreno e ridurre ulteriormente la zollosità superficiale. In questo modo si permette al terreno di aderire meglio al seme e, nello stesso tempo, si riducono le cause di fallanza in fase di emergenza delle piantine. La rullatura si può eseguire anche dopo una fresatura e prima della semina: in questo caso lo scopo è quello di ridurre l'eccessiva sofficità del terreno in quanto il successivo assestamento potrebbe alterare la profondità di semina. La rullatura si esegue con rulli concepiti per questo scopo, abbastanza leggeri per non costipare eccessivamente il terreno, a superficie liscia o dentata o realizzata con una griglia metallica cilindrica. Spesso il rullo è combinato con la seminatrice, pertanto l'operazione si esegue con un unico passaggio in corrispondenza della semina.

## Lavorazioni di coltivazione
Si effettuano con la coltura in atto con scopi specifici di varia natura secondo le colture. Largamente adottate in passato, attualmente si ricorre meno a queste lavorazioni in quanto possono essere surrogate da altre tecniche colturali come ad esempio il diserbo chimico. I lavori di coltivazione tradizionali sono due:
- Sarchiatura o scerbatura. Consiste in una lavorazione superficiale dell'interfila eseguita allo scopo di interrompere la risalita capillare dell'acqua, in modo da contenere le perdite per evaporazione, e di rimuovere le erbe infestanti. Si esegue con macchine specifiche (sarchiatrici) oppure con macchine impiegate per altri scopi ma adatte ad essere utilizzate anche per la sarchiatura. Nelle agricolture marginali o in quelle ad alto reddito (come le orticole o le floricole) è eseguita manualmente con la zappettatura.
- Rincalzatura. Consiste nel riporto di terra al piede delle piante, rimuovendola dall'interfila, per scopi che variano secondo la coltura. L'operazione si esegue con aratri leggeri oppure con l'aratro assolcatore.